# Johan Linnemann

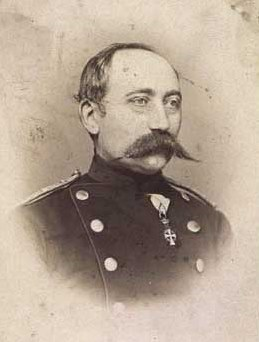
Johan Linnemann

Mads Johan Buch Linnemann (* 4. Juni 1830 in Rugstedgård, Ødsted Sogn; † 24. Juni 1889 in Jægersborg) war ein dänischer Offizier und Erfinder.
Linnemann war der Sohn von Johan Henrik Linnemann (1790–1857) und Madsine Johanne f. Buch (1794–1876). Mit 18 Jahren trat er in ein Handelsbüro in Aalborg ein. Er meldete sich im Mai 1848 freiwillig zur Armee, nahm am 1. Schleswig-Holsteinischen Krieg teil und wurde Gefreiter. Er besuchte 1848/49 die Offiziersschule der Reserve und wurde am 26. Oktober 1849 zum Leutnant der Kriegsreserve ernannt. 1861 erfolgte die Beförderung zum Premierleutnant und 1864 die Teilnahme am Deutsch-Dänischen Krieg als Adjutant des 4. Regiment und er diente später in der Schlacht von Alsen als Kompanieführer, bei der er gefangen genommen wurde. Er stellte sich 1866 im Kreis Hjørring zur Wahl zum Folketing, wurde aber nicht gewählt. 1867 wurde er zum Hauptmann (Kaptajn) des 7. Bataillons ernannt.
1861 machte er vor dem Deutsch-Dänischen Krieg Verbesserungsvorschläge zur Feldausbildung, diese fanden jedoch keine Beachtung. Basierend auf den Kriegserfahrungen der Soldaten entwickelte er einen leichten Feldspaten mit kurzem Stiel, den er 1869 patentieren ließ. Das dänische Heer führte diesen als Ausrüstung für Fußsoldaten im September 1870 ein, begrenzte deren Anzahl jedoch auf 256 Stück pro Bataillon.
1871 verließ Linnemann das Militär und gründete in Wien eine Fabrik für die Massenproduktion seines Spatens, nachdem der österreichische Kriegsrat den „Linnemann-Spaten“ angenommen hatte und dieser in der kaiserlichen Armee und weiteren eingeführt wurde. Dafür meldete er sein Patent in mehreren Staaten an, jedoch erkannten weder Deutschland noch Frankreich dieses an, obwohl diese den Spaten in ihren Armeen eingeführt hatten. Der Spaten erwies sich auf Seiten Rumäniens im Russisch-Osmanischen Krieg als besonders nützlich, sodass Russland den Erfinder auszeichnete, ihm 30.000 Rubel zahlte, gleichzeitig 60.000 Exemplare bestellte und diesen als MPL-50 einführte.
1876 trat Linnemann wieder in die Armee ein und wurde im 20. Bataillon eingesetzt. 1879 wurde im dänischen Heer die Anzahl seiner Spaten auf 360 je Bataillon erhöht. Er wurde 1882 aus Altersgründen entlassen und zog nach Kopenhagen, wo er sich ein größeres Anwesen aufgebaut hatte. Er blieb unverheiratet und starb am 24. Juni 1889. Sein Vermögen hinterließ er für die Einrichtung einer Familienstiftung.
1864 war er zum Ritter des Dannebrog ernannt worden und erhielt 1879 die Verdienstmedaille in Gold. Es gibt ein von Ferdinand Richardt gemaltes Porträt.